# 五月广场大轰炸

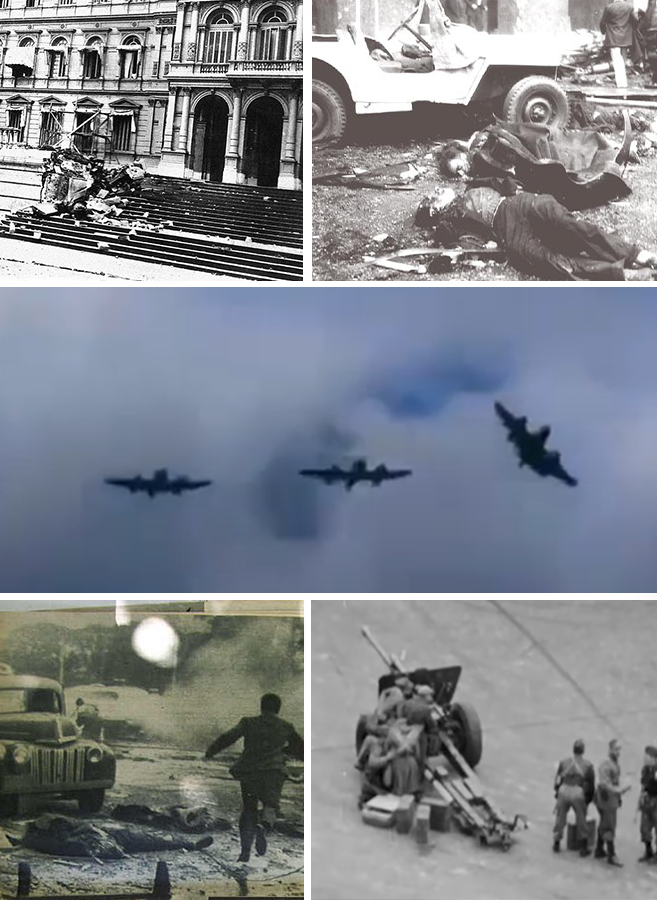
五月广场大轰炸

五月广场大轰炸是1955年6月16日，反對胡安·裴隆的阿根廷海军和阿根廷空軍軍人為試圖推翻他的統治，而派出30架飞机轰炸并扫射了阿根廷首都布宜诺斯艾利斯的五月广场。當時阿根廷軍人袭击的目标是玫瑰宫，而当时大批人群正在五月广场聚集支持总统胡安·庇隆，因而掃射造成308人身亡。此次攻擊是阿根廷历史上最致命的恐怖袭击。 
经过戰鬥，叛變的軍人未能奪權成功。叛變的飞行员試圖前往乌拉圭寻求庇护。至少有 32 架民用和军用飞机飞往卡拉斯科國際機場。大部分人順利抵達卡拉斯科國際機場，另有四人抵達科洛尼亚-德尔萨克拉门托。一架飞机由於燃料耗盡，坠毁在卡梅洛附近的拉普拉塔河上。飞行员被当地居民救起。这些飞行员被乌拉圭政府拘禁，直到當年9月庇隆政权倒台才釋放。 
6月17日凌晨3点，未遂政变的三名最高领导人被控制，其中有一人在办公室自杀。 